# يغغنادزور
يغغنادزور (بالإنجليزية: Yeghegnadzor)‏ هي municipality of Armenia تقع في أرمينيا في محافظة وايوتس‌جور. يقدر عدد سكانها بـ 8,200 نسمة ومساحتها 6 كم2 وترتفع عن سطح البحر 1,194 متر.

## المناخ
يظهر الجدول التالي التغييرات المناخية على مدار السنة ليغغنادزور:
| البيانات المناخية لـيغغنادزور     | البيانات المناخية لـيغغنادزور | البيانات المناخية لـيغغنادزور | البيانات المناخية لـيغغنادزور | البيانات المناخية لـيغغنادزور | البيانات المناخية لـيغغنادزور | البيانات المناخية لـيغغنادزور | البيانات المناخية لـيغغنادزور | البيانات المناخية لـيغغنادزور | البيانات المناخية لـيغغنادزور | البيانات المناخية لـيغغنادزور | البيانات المناخية لـيغغنادزور | البيانات المناخية لـيغغنادزور | البيانات المناخية لـيغغنادزور |
| الشهر                             | يناير                         | فبراير                        | مارس                          | أبريل                         | مايو                          | يونيو                         | يوليو                         | أغسطس                         | سبتمبر                        | أكتوبر                        | نوفمبر                        | ديسمبر                        | المعدل السنوي                 |
| --------------------------------- | ----------------------------- | ----------------------------- | ----------------------------- | ----------------------------- | ----------------------------- | ----------------------------- | ----------------------------- | ----------------------------- | ----------------------------- | ----------------------------- | ----------------------------- | ----------------------------- | ----------------------------- |
| متوسط درجة الحرارة الكبرى °م (°ف) | 0.9 (33.6)                    | 3.0 (37.4)                    | 9.5 (49.1)                    | 16.4 (61.5)                   | 21.1 (70.0)                   | 26.0 (78.8)                   | 30.3 (86.5)                   | 29.5 (85.1)                   | 25.9 (78.6)                   | 18.7 (65.7)                   | 10.8 (51.4)                   | 4.1 (39.4)                    | 16.3 (61.4)                   |
| المتوسط اليومي °م (°ف)            | −3.2 (26.2)                   | −1.4 (29.5)                   | 4.2 (39.6)                    | 10.4 (50.7)                   | 14.8 (58.6)                   | 19.2 (66.6)                   | 23.1 (73.6)                   | 22.4 (72.3)                   | 18.5 (65.3)                   | 12.3 (54.1)                   | 5.7 (42.3)                    | 0.1 (32.2)                    | 10.5 (50.9)                   |
| متوسط درجة الحرارة الصغرى °م (°ف) | −7.3 (18.9)                   | −5.7 (21.7)                   | −1.0 (30.2)                   | 4.4 (39.9)                    | 8.6 (47.5)                    | 12.4 (54.3)                   | 16.0 (60.8)                   | 15.4 (59.7)                   | 11.2 (52.2)                   | 5.9 (42.6)                    | 0.7 (33.3)                    | −3.9 (25.0)                   | 4.7 (40.5)                    |
| الهطول مم (إنش)                   | 17 (0.7)                      | 20 (0.8)                      | 35 (1.4)                      | 45 (1.8)                      | 62 (2.4)                      | 47 (1.9)                      | 31 (1.2)                      | 19 (0.7)                      | 18 (0.7)                      | 30 (1.2)                      | 25 (1.0)                      | 19 (0.7)                      | 368 (14.5)                    |
| المصدر: Climate-Data.org          |                               |                               |                               |                               |                               |                               |                               |                               |                               |                               |                               |                               |                               |

## أعلام
- روفشان هسينوف